# Ptychochromoides betsileanus
Ptychochromoides betsileanus es una especie de peces de la familia Cichlidae en el orden de los Perciformes.

## Morfología
Los machos pueden llegar alcanzar los 24 cm de longitud total.
- Número de  vértebras: 28-30.[2][3]

## Hábitat
Es una especie de clima tropical.

## Distribución geográfica
Se encuentran en África: es una especie  endémica del centro de Madagascar.